# Басиняна
Басиня̀на (на италиански: Bassignana; на пиемонтски: Bassignan-a, Басинян-а, на местен диалект: Bassgnan-a, Басънян-а) е село и община в Северна Италия, провинция Алесандрия, регион Пиемонт. Разположено е на 96 m надморска височина. Населението на общината е 1772 души (към 2010 г.).